# Pie de la Cuesta, Oaxaca
Pie de la Cuesta är en ort i Mexiko.   Den ligger i kommunen San Juan Cacahuatepec och delstaten Oaxaca, i den sydöstra delen av landet, 300 km söder om huvudstaden Mexico City. Pie de la Cuesta ligger 428 meter över havet och antalet invånare är 717.
Terrängen runt Pie de la Cuesta är lite kuperad, och sluttar söderut. Runt Pie de la Cuesta är det ganska glesbefolkat, med 35 invånare per kvadratkilometer. Närmaste större samhälle är San Juan Cacahuatepec, 3,1 km väster om Pie de la Cuesta. I omgivningarna runt Pie de la Cuesta växer i huvudsak lövfällande lövskog.